# Opisthoscelis nigra
Opisthoscelis nigra är en insektsart som beskrevs av Walter Wilson Froggatt 1898. Opisthoscelis nigra ingår i släktet Opisthoscelis och familjen filtsköldlöss. Inga underarter finns listade i Catalogue of Life.